# GLOBAL EDUCATIONAL PARTNERS
株式会社GLOBAL EDUCATIONAL PARTNERS（日本語：株式会社グローバル・エデュケーショナル・パートナーズ）は、東京都港区に本社を置く国際教育の総合企業である。

## 概要
西町インターナショナルスクールの教員であったモントゴメリー・ジョンが、2006年11月にファミリー教育コンサルティング会社として創立した進学コンサルティング塾が現在の株式会社GLOBAL EDUCATIONAL PARTNERSである。

## 沿革
2013年12月にモントゴメリー道緒が株式会社GLOBAL EDUCATIONAL PARTNERSを買収し、代表取締役社長兼CEOに就任した。進学コンサルティング部門と2015年3月にオンライン・インターナショナルスクール部門のグローバル・ステップ・アカデミー（日本語：Global Step Academy）を開始した。
2014年6月、株式会社ヒトメディア等から第三者割当増資による資金調達を実施した。同年8月、平成25年度補正 中小企業・小規模事業者ものづくり・ 商業・サービス革新事業にGlobal Step Academy事業の事業計画が採択された。
2015年3月、オンライン・インターナショナルスクールのGlobal Step Academyの提供を開始した。同年12月、国際教育イベント「なぜ今インターナショナルスクールの教育が必要なのか」を開催した。
2016年9月、株式会社インターナショナルスクールタイムズを買収・子会社化すると同時に、Central Forest International School Tachikawa（日本語：セントラルフォレストインターナショナルスクール立川）とインターナショナルスクールのウェブメディアのThe International School Times（日本語：インターナショナルスクールタイムズ）の運営を開始した。同年10月に未就学児童向けのオンライン・英会話のCLOVER（日本語：クローバー）の提供を開始した。
2016年10月、Central Forest International School Tachikawa（日本語：セントラルフォレストインターナショナルスクール立川）の名称をGLOBAL STEP ACADEMY INTERNATIONAL SCHOOL(日本語：グローバルステップアカデミーインターナショナルスクール）に名称を変更した。
2017年7月、株式会社東急コミュニティーと業務提携し同社の管理受託物件に英語教育に加え、英語での他科目授業や学習サポート、留学支援を含むコンサルティング等も提供を開始。
2017年9月、セントラルフォレストジャパン株式会社の株式を取得し、セントラルフォレストインターナショナルスクールの経営権を取得した。
2017年10月、株式会社ウィズダムアカデミーと提携し、ウィズダムアカデミーが運営する全国のアフタースクール内の英語教育サービスにGlobal Step Academyの英語プログラムを提供することを発表した。
2018年6月、本田圭佑プロデュースのサッカースクールを運営するKSKグループとインターナショナルスクールを新規開校すると発表した。同年、12月には、アミューズと資本業務提携を締結。
これまでに課外活動として英語キャンプと英語で学ぶクッキングを実施している。